# Szkoła Podstawowa im. Eugeniusza Kujana w Wierzawicach
Szkoła Podstawowa im. Eugeniusza Kujana w Wierzawicach – szkoła o charakterze podstawowym w Wierzawicach.

## Historia
Początki szkolnictwa w Wierzawicach, są datowane na 1881 rok, gdy powstała szkoła, o której wzmiankuje Schematyzm Diecezji Przemyskiej z 1882 roku (Schola 4. cl. pueror. et 3 cl. puellar. et 1. in Wierzawice). 
Przydatnym źródłem archiwalnym, do poznawania historii szkolnictwa w Galicji są austriackie Szematyzmy Galicji i Lodomerii, które podają wykaz szkół ludowych, wraz z nazwiskami ich nauczycieli. 
W latach 1882–1885 szkoła była wzmiankowana, jako niezreorganizowana, a w latach 1885–1911 była 1-klasowa, a od 1911 roku 4-klasowa. Szkoły wiejskie początkowo były tylko męskie, a od 1890 roku były mieszane (koedukacyjne). Pierwszym nauczycielem był Jan Dziurzyński, a od 1895 roku szkoła posiadała też nauczycieli pomocniczych, którymi byli: Michał Grudziński (1895–1896), Rudolf Rębisz (1898–1899), Marcin Kłak (1899–1900), Zygmunt Bętkowski (1900–1901), Stanisław Stasicki (1901–1903), Agnieszka Piziak (1903–1905), Władysław Stührer (1905–1906), Izabela Wogarek (1906–1907), Józef Baj (1906–1908), Izabela Bajowa (1907–1911), Helena Jaskulska (1907–1914), Helena Marszycka (1907–1913), Maria Jaworska (1908–1909), Leonard Serafin (1911–1912), Stanisław Boratyn (1912–1914?), Teodora Słaby (1913–1914?), Maria Dziadecka (1913–1914?).
Po II wojnie światowej część uczniów z powodu braku miejsca w budynku szkolnym, uczyła się w wynajmowanych domach prywatnych, w latach 1961–1964 dokonano rozbudowy szkoły. Staraniem dyrektora Eugeniusza Kujana, w latach 1992–1996 ponownie rozbudowano szkołę - nadbudowano nową kondygnację i dobudowano salę gimnastyczną.
W 1999 roku na mocy reformy oświaty zorganizowano 6-latnią szkołę podstawową i 3-letnie gimnazjum. W 1999 roku patronem szkoły został Władysław Sikorski. 24 maja 2002 roku szkoła otrzymała sztandar. 1 września 2003 roku utworzono Zespół Szkół. W 2017 roku na mocy reformy oświaty przywrócono 8-letnią szkołę podstawową.
Kierownicy i dyrektorzy szkoły
1882–1885. Jan Dziurzyński.
1885–1888. Karol Strzelbicki.
1888–1893. Zdzisław Misiewicz.
1893–1900. Ignacy Moskwa.
1900–1902. Marcin Kłak.
1902–1903 Tomasz Wlazło.
1903–1908. Kazimierz Fuss.
1908–1911. Józef Baj.
1911–1912. Edward Perlak.
1912–1931. Józef Jędrzejowski.
1932–1939. Michał Rejman.
1939–1945. Michał Markowicz.
1945–1946. Janina Jędryjas, Stefania Decówna.
1946–1949. Jan Kościelny.
1949–1953. Tadeusz Wiatr.
1953–1954. Izabela Wiatr.
1954–1957. Anna Ćwikła.
1957–1970. Jan Potępa.
1970–1972. Jan Kurp.
1972–1973. Antoni Berteziewicz.
1973–1974. Bronisław Antczak.
1974–1978. Michał Giża.
1978–1979. Jan Daź.
1979–1981. Michał Giża.
1981–1982. Zofia Międlar.
1982–1991. Jan Daź.
1991–2002. Eugeniusz Kujan.
2002–2003. Jolanta Niedźwiedzka.
2003–2012. Wiesław Karasiński.
2012– nadal Adam Wylaź.